# Епипалеолит
Епипалеолит (продужени палеолит) је термин у археологији који се користи да би означио културе које би у хронолошком смислу обухватиле период између 8000. и 5000/4500 година пре нове ере. Односи се на оне заједнице које су задржале традицију палеолитског начина живота и опстанка и које настављају израду оруђа типичних за позни палеолит, али истовремено и прихватају и даље усавршавају посебне технике окресивања оруђа које ће довести до појаве микролита.